# Kanton Lichtenau (Departement der Werra)
Der Kanton Lichtenau (Hessen) war eine Verwaltungseinheit im Distrikt Eschwege des Departements der Werra im napoleonischen Königreich Westphalen. Hauptort des Kantons und Sitz des Friedensgerichts war die Stadt Lichtenau im heutigen hessischen Werra-Meißner-Kreis. Der Kanton umfasste 1 Stadt und 20 Dörfer.
Zum Kanton gehörten die Ortschaften:

- Stadt Lichtenau
- Friedrichsbrück, Fürstenhagen, Rommerode
- Laudenbach, Velmeden, Hausen, Steinbach, Steinholz
- Walburg, Hambach, Retterode, Braunsrode, Walbach, Viehhaus[1], Hopfelde, Glimmerode
- Hollstein, Reichenbach, Wickersrode